# Tērbatas iela
Tērbatas iela est une rue du district central  à Rīga en Lettonie.

## Présentation
Tērbatas iela traverse le voisinage du Centrs. 
La rue Tērbatas iela s'étend dans une direction nord-est depuis l'intersection du boulevard Brīvības et de la rue Merķela iela et se termine à la rue Tallinas iela.
La longueur totale de la rue Terbatas iela est de 1 790 mètres.
Un grand nombre de bâtiments historiques ont été préservés. 
Le début et la fin de la rue sont asphaltés, la partie centrale, de la rue Elizabetes iela à la rue Matisa iela, conservent la couverture pavée historique.

## Bâtiments
Le jardin de Wöhrmann longe le début de la rue Tērbatas iela.
Vingt-six bâtiments de la rue Terbatas iela sont reconnus comme monuments architecturaux d'importance nationale et locale, dont:
- Terbatas iela 14 - Bâtiment administratif, à l'origine bâtiment bancaire, monument architectural d'importance locale (1909, architectes Konstantīns Pēkšēns et Artūrs Mēdlingers) ;
- Terbatas iela  15-17 (1905, architectes Eižens Laube et Konstantīns Pēkšēns ) est un monument architectural d'importance nationale ;
- Terbatas iela 33-35 (1907, architectes Konstantīns Pēkšēns et Eižens Laube) est un monument architectural d'importance nationale;
- Terbatas iela 49-51 (1909, architecte Eižens Laube) est un monument architectural d'importance locale.

## Galerie

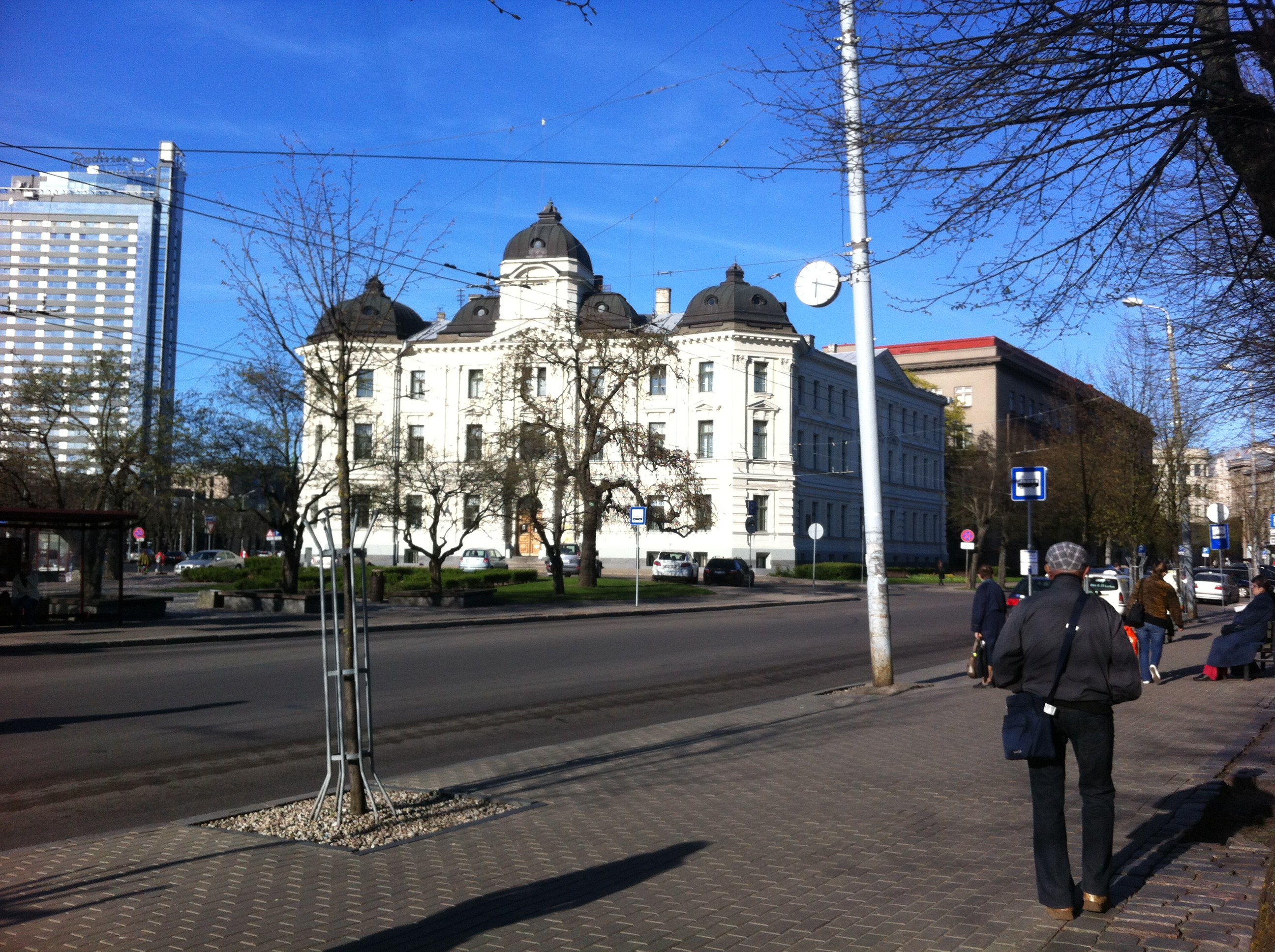
Début de la rue.
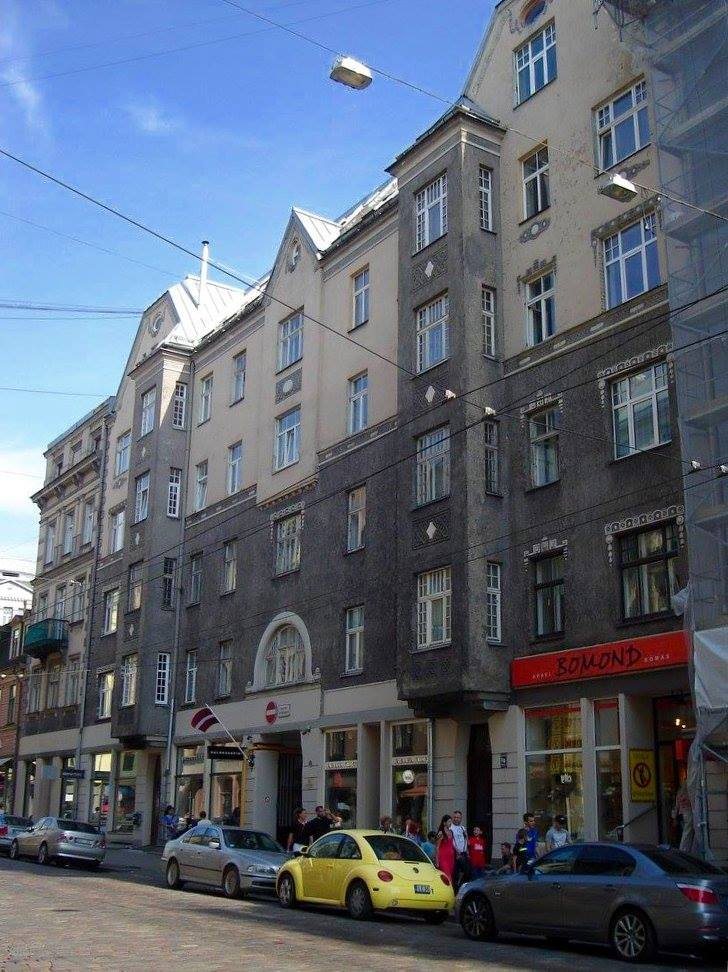
Tērbatas iela  4
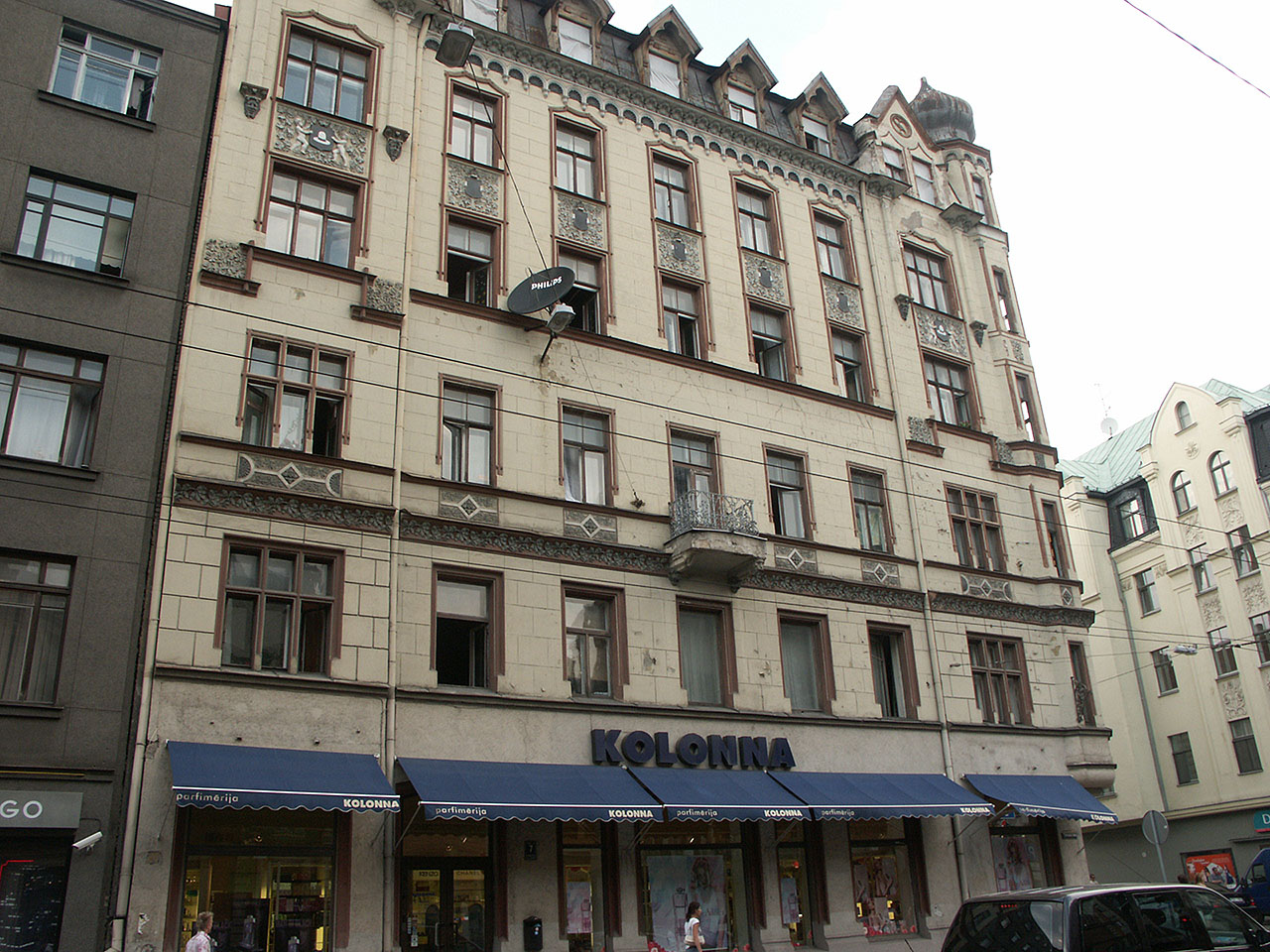
Tērbatas iela 7
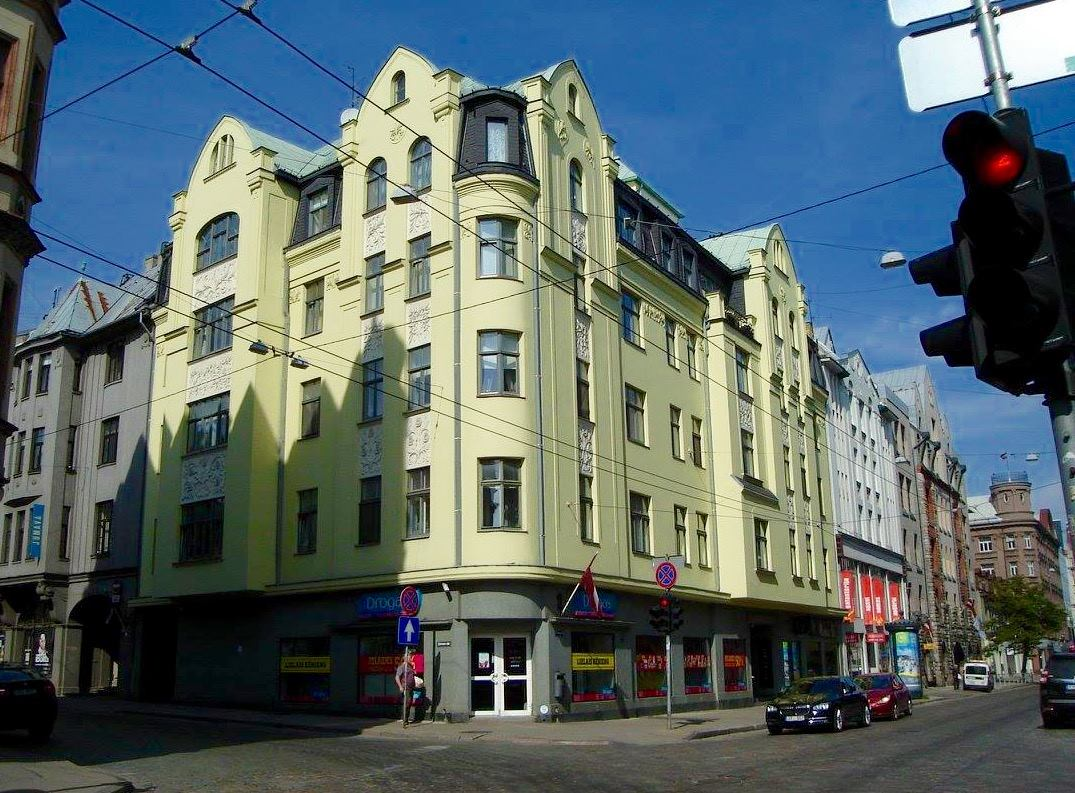
Tērbatas iela 9-11
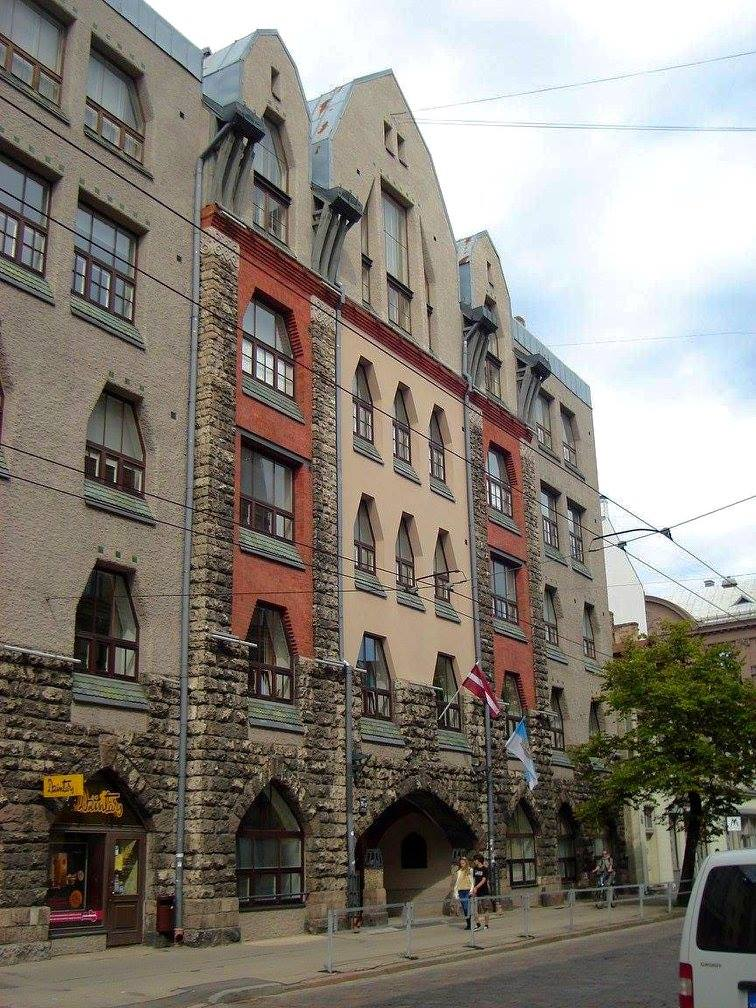
Tērbatas iela 15-17
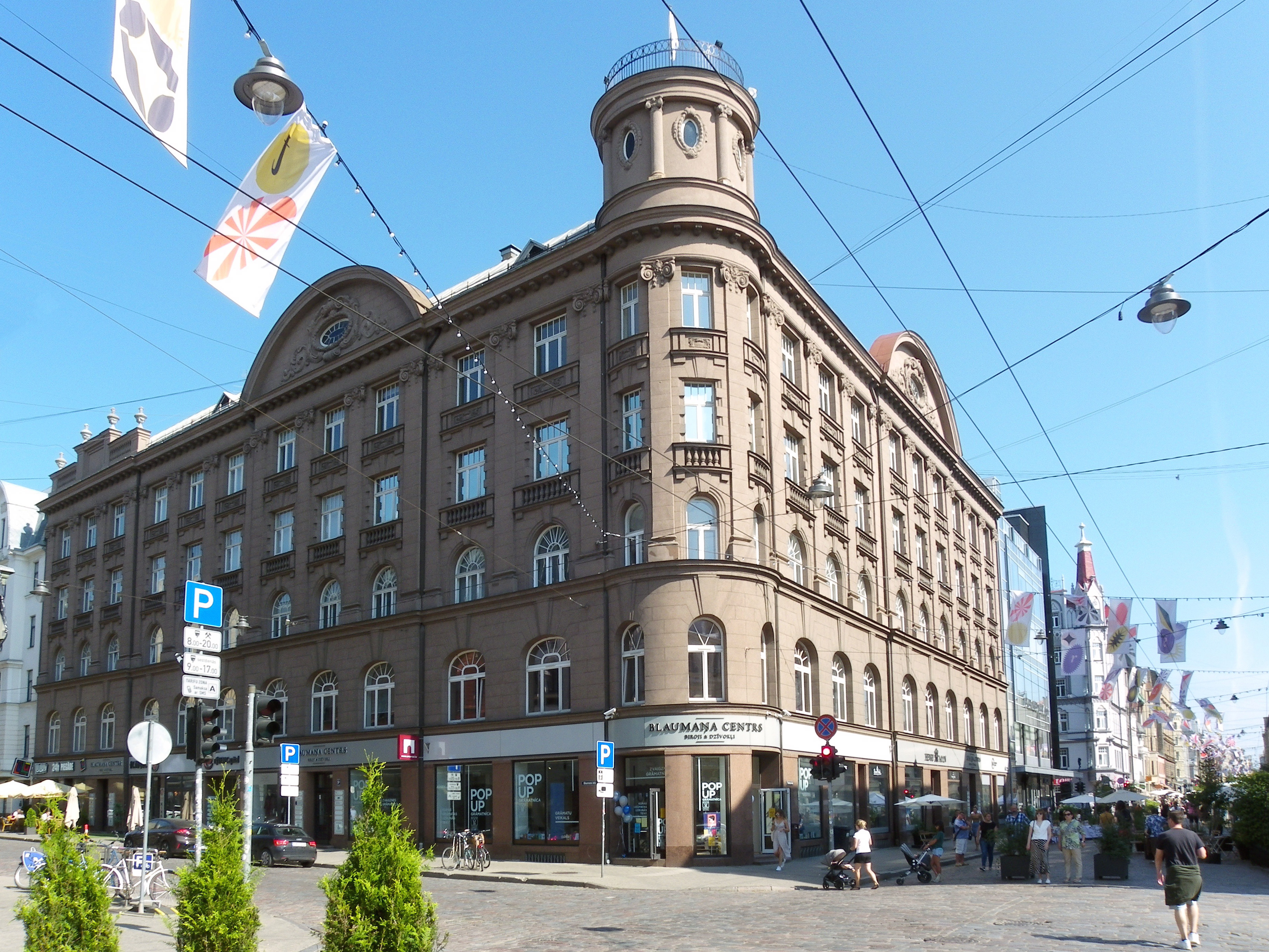
Blaumaņa iela 5a, Tērbatas iela 23-25
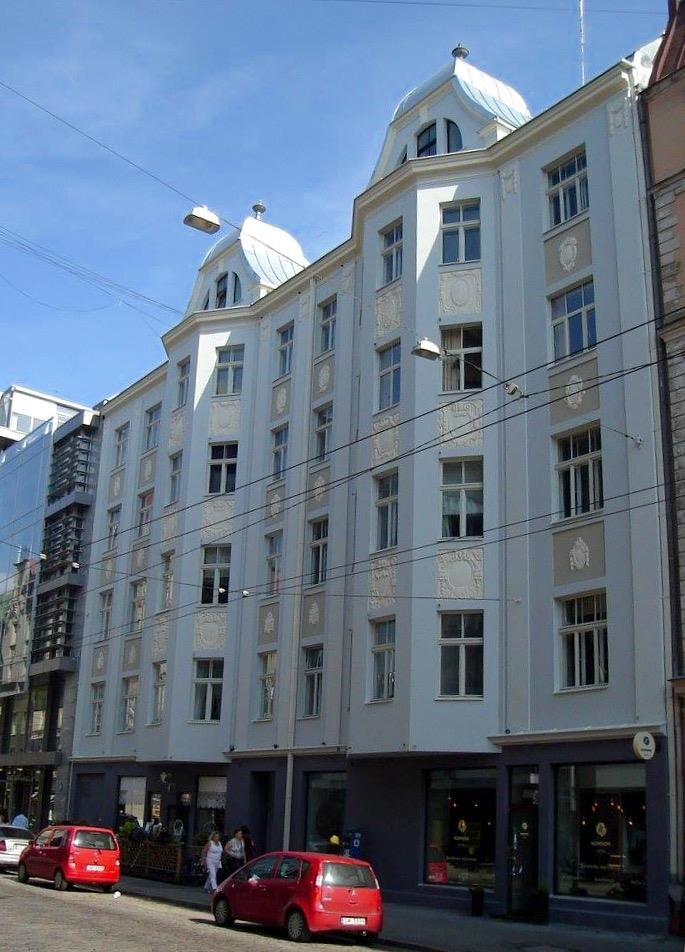
Tērbatas iela 28
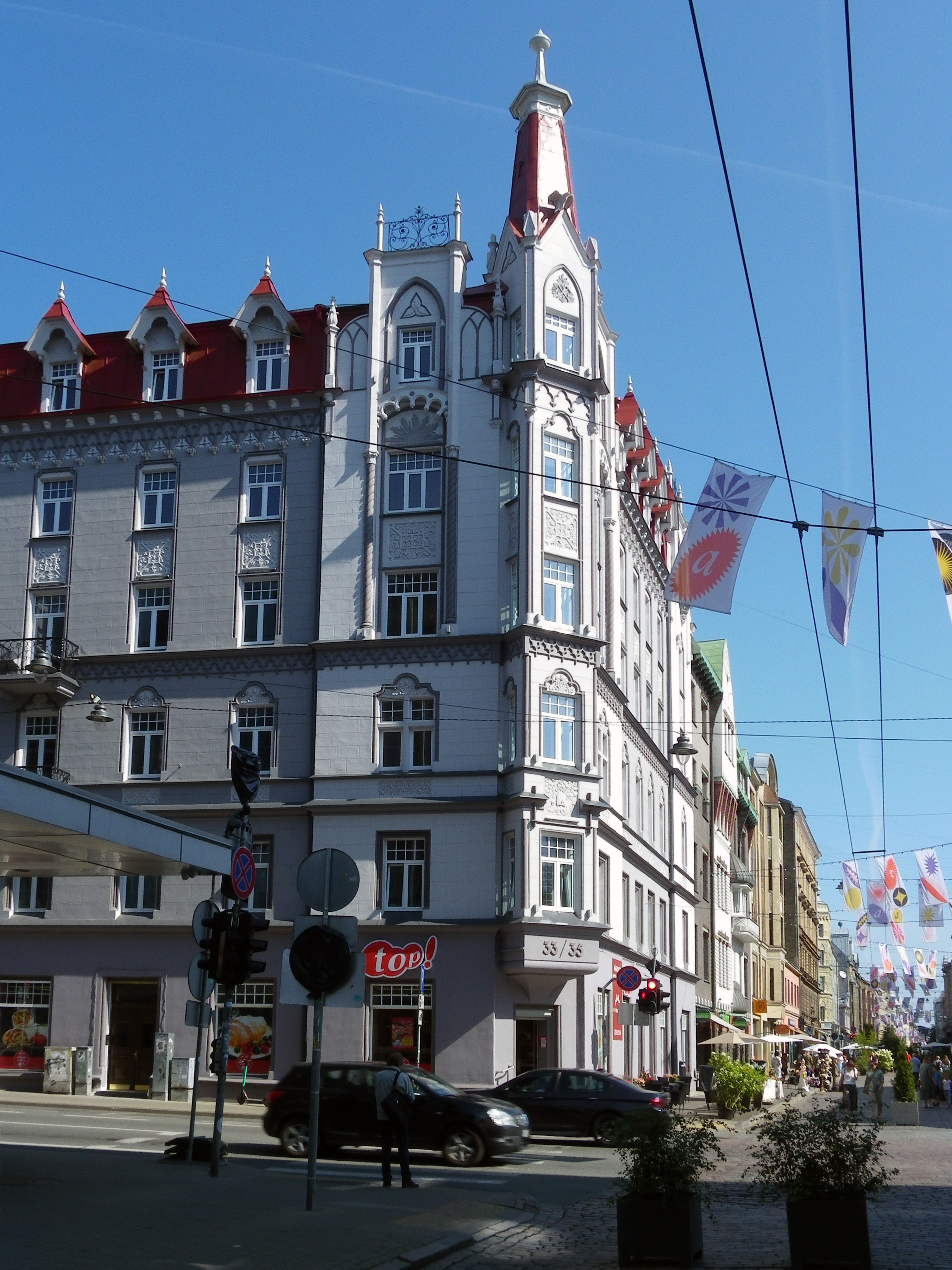
Tērbatas iela 33
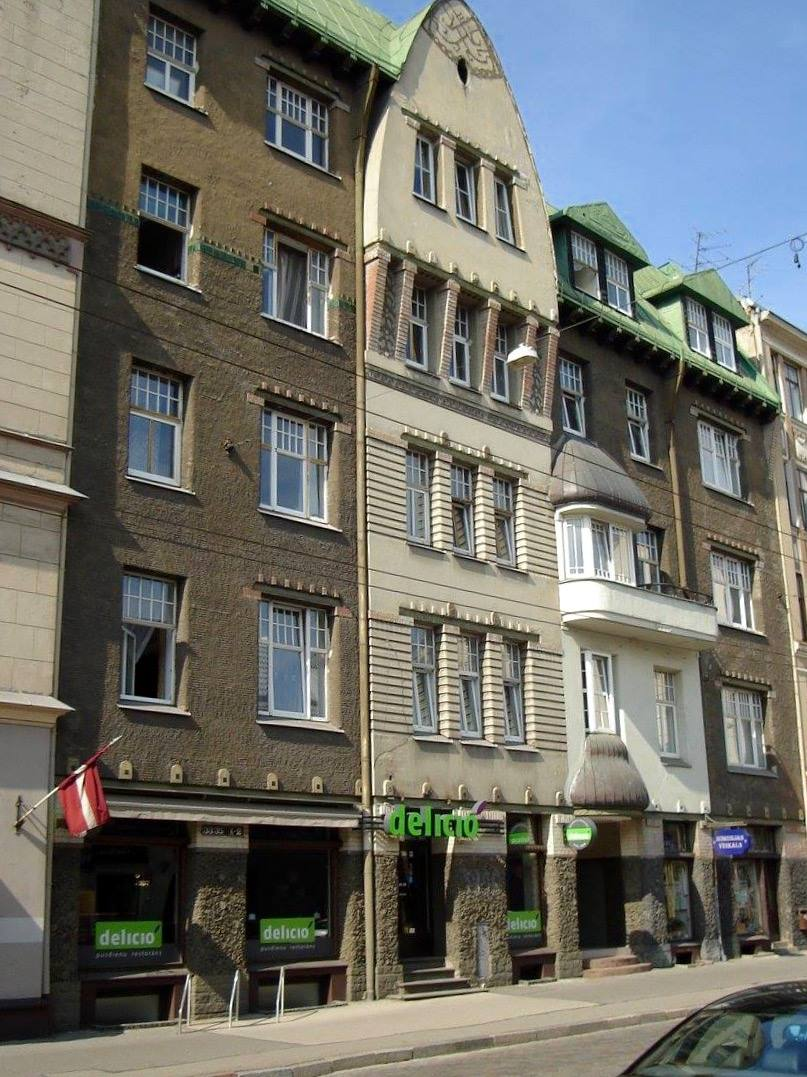
Tērbatas iela 35
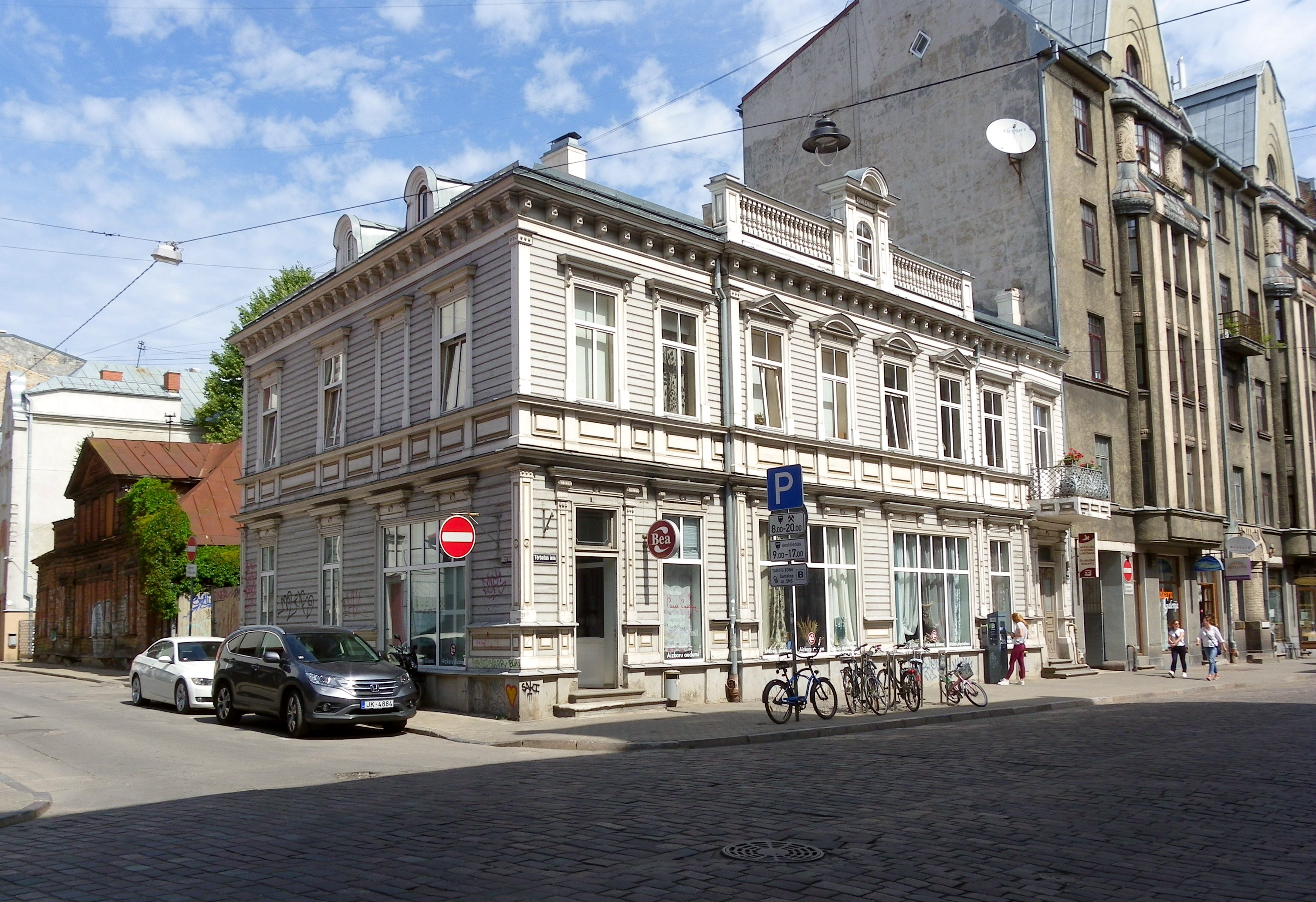
Tērbatas iela 47
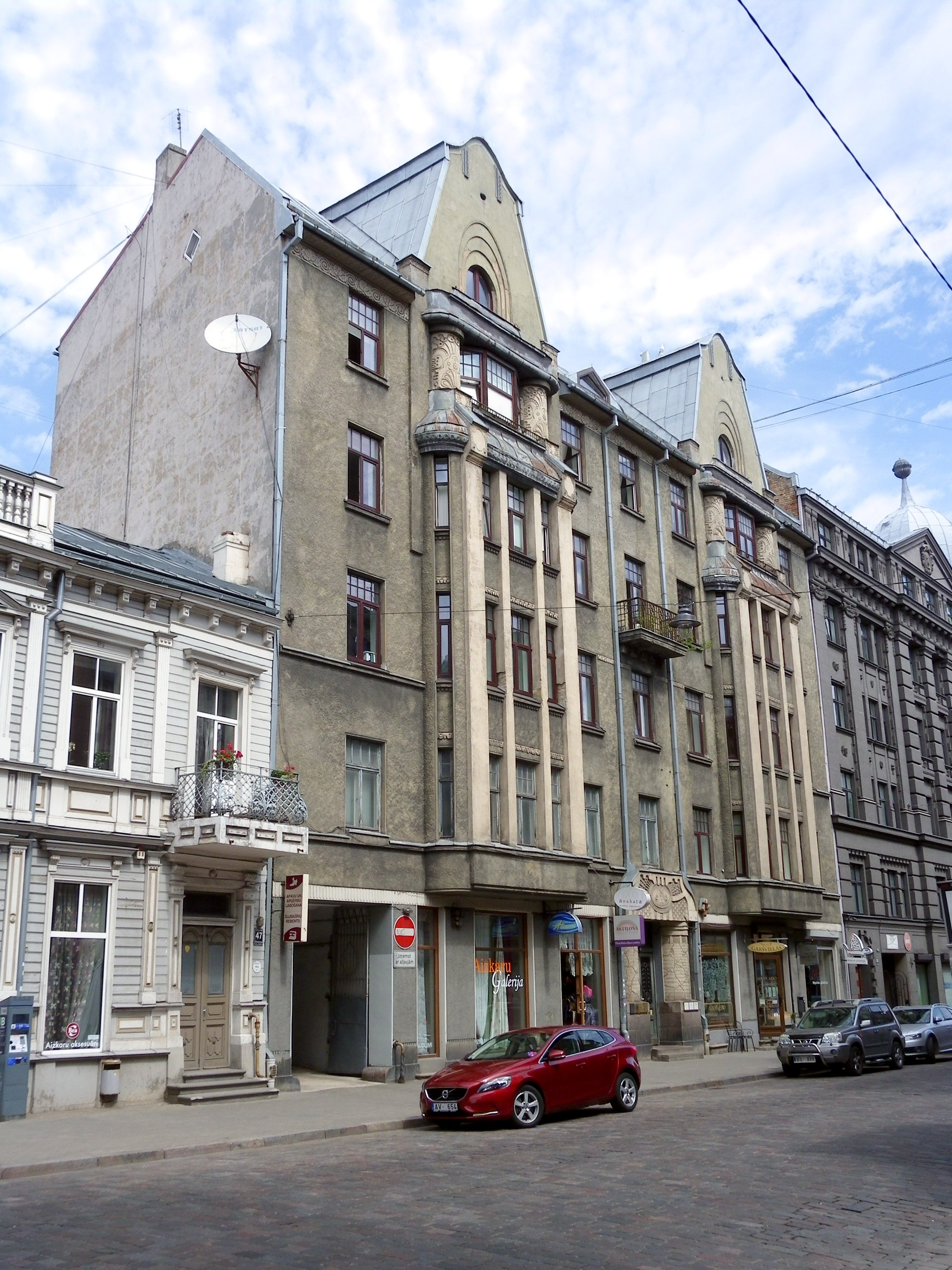
Tērbatas iela 49-51
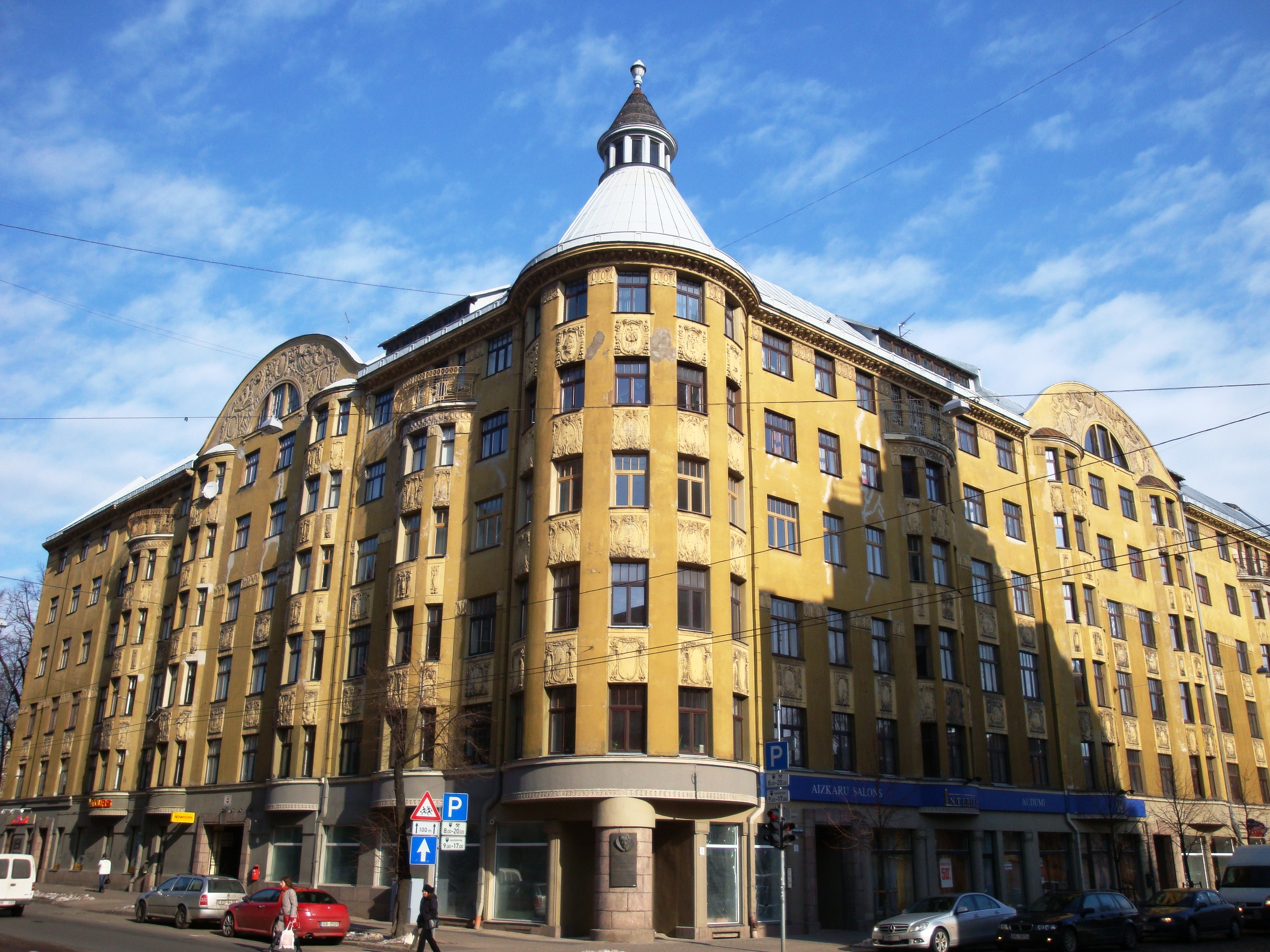
Tērbatas iela 59-61
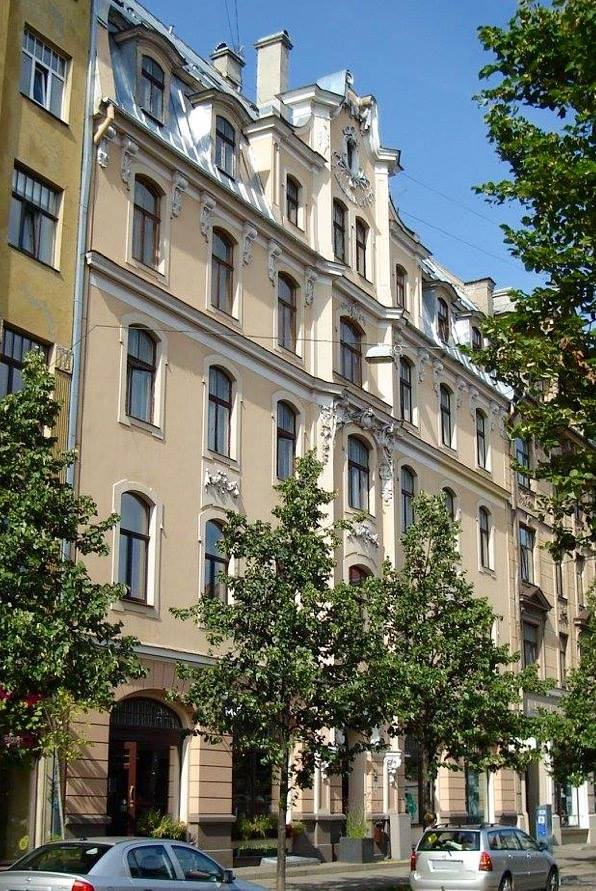
Tērbatas iela 63
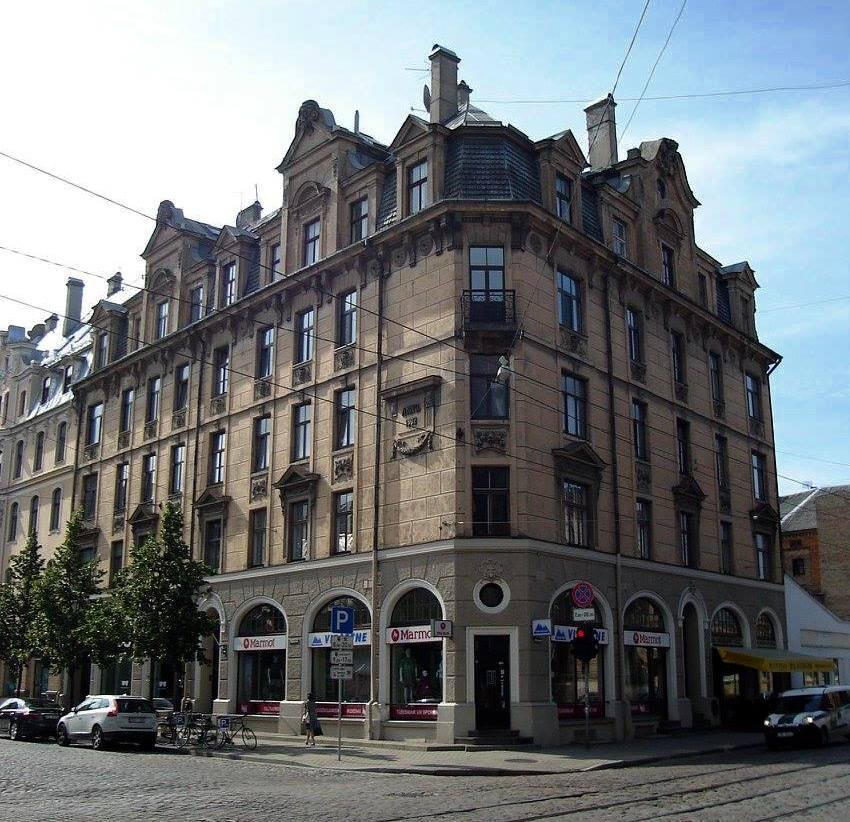
Tērbatas iela 65
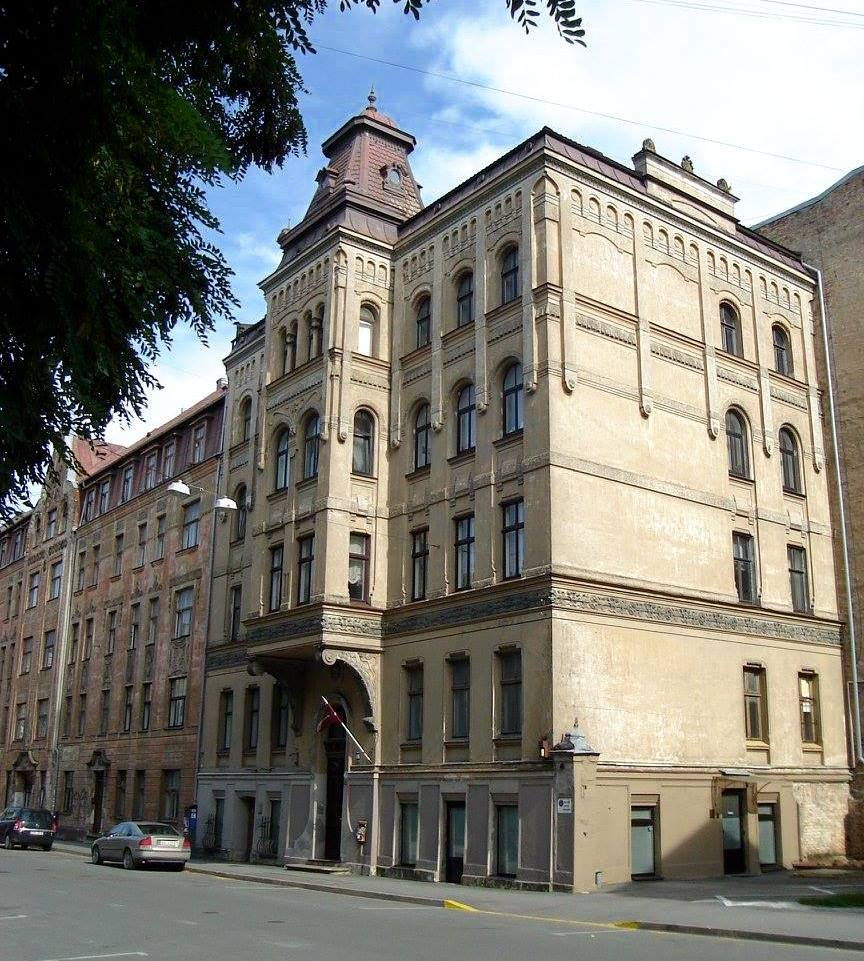
Tērbatas iela 86
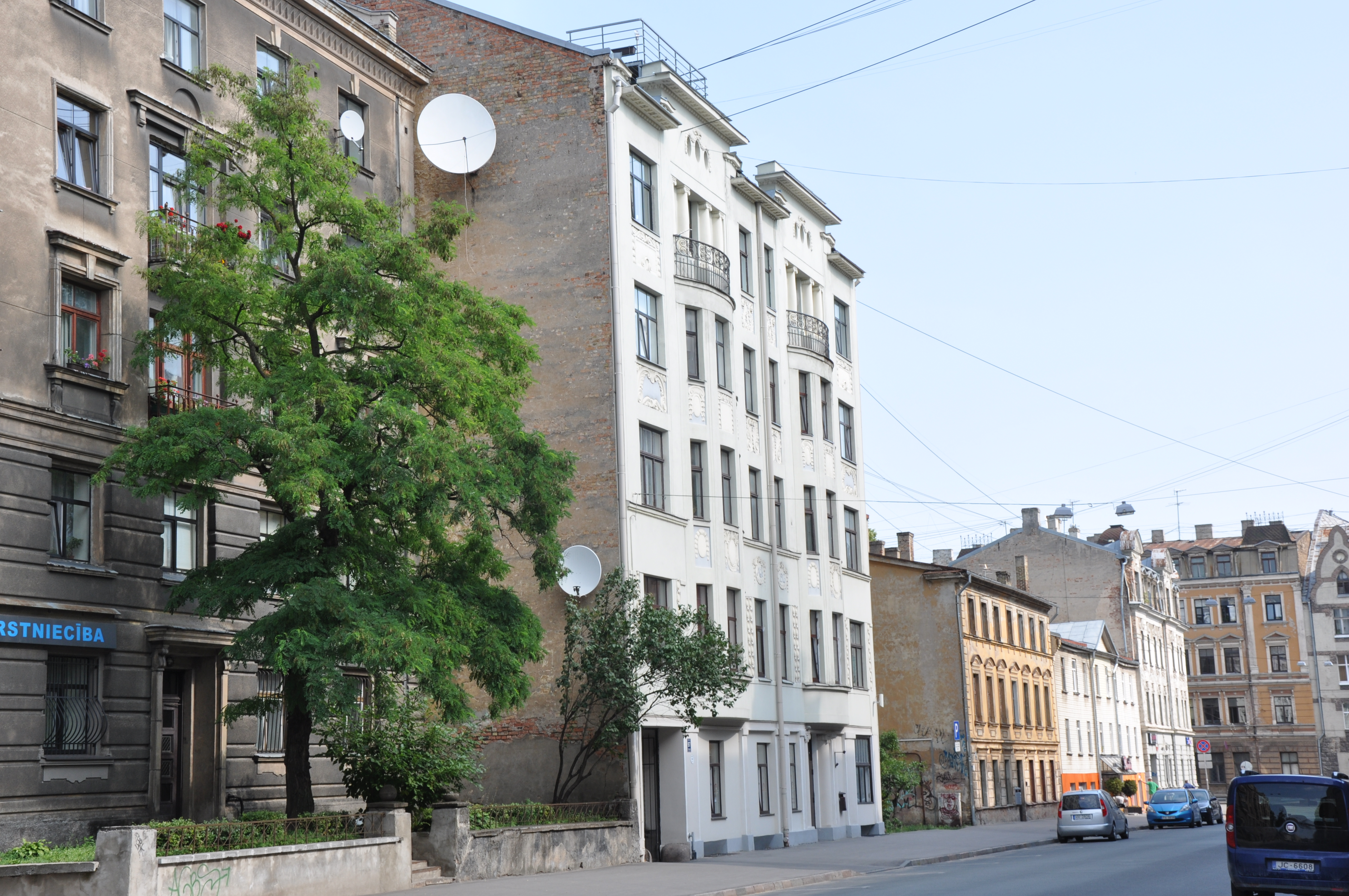
Fin de la rue